# Cirrhilabrus scottorum
Cirrhilabrus scottorum är en fiskart som beskrevs av Randall och Pyle, 1989. Cirrhilabrus scottorum ingår i släktet Cirrhilabrus och familjen läppfiskar. IUCN kategoriserar arten globalt som livskraftig. Inga underarter finns listade i Catalogue of Life.